# Десять веков искусства Беларуси (выставка)
«Десять веков искусства Беларуси» – крупный выставочный проект, проходивший с 27 марта по 10 июля 2014 года в Национальном художественном музее Республики Беларусь (г. Минск).
Инициатива проведения проекта принадлежит председателю правления Белгазпромбанка В.Д. Бабарико .
Организаторы проекта: ОАО «Белгазпромбанк», ОАО «Газпром трансгаз Беларусь», Министерство культуры Республики Беларусь, Национальный художественный музей Республики Беларусь.
Кураторы проекта: В.Г. Счастный (Белгазпромбанк), Н.М. Усова (НХМ РБ).

## История
С 2011 года Белгазпромбанк осуществляет историко-культурный проект «Арт-Беларусь», одна из задач которого – возвращение находящихся за рубежом культурных ценностей. В сентябре 2012 – январе 2013 г. в Национальном художественном музее РБ проходила выставка «Художники Парижской школы из Беларуси»  – первый выставочный проект, организованный Белгазпромбанком в сотрудничестве с НХМ РБ. Выставка «Десять веков искусства Беларуси» стала логичным продолжением данного сотрудничества.

## Концепция

### «Арт-Беларусь»
Концепция выставки «Десять веков искусства Беларуси» совпадает с миссией глобального проекта «Арт-Беларусь». Вот что говорит по этому поводу идейный вдохновитель выставки Виктор Бабарико:

Проект «Арт-Беларусь» <…> приобрел статус проекта национального масштаба, который призван показать исторический срез изобразительного искусства Беларуси во всей полноте и целостности <…> Выставка «Десять веков искусства Беларуси <…> – ярчайшее тому подтверждение.— Предисловие к каталогу выставки

### Состав экспозиции
Цель выставки «Десять веков искусства Беларуси» – показать искусство Беларуси как живой и непрерывный процесс, интегрированный в мировое художественное пространство. Для этого по всей территории Беларуси были отобраны почти 500 экспонатов, предоставленных 29 музеями, библиотеками, частными коллекционерами, религиозными организациями республики (см. #Список участников проекта).
В основе экспозиции – произведения из корпоративной коллекции Белгазпромбанка и фондов НХМ РБ. Впервые на выставке «Десять веков искусства Беларуси» публике были продемонстрированы такие артефакты банковской коллекции, как книга Симеона Полоцкого «Жезл правления», картины Валентия Ваньковича «Портрет Томаша Зана», Хаима Сутина «Ева», Марка Шагала «Часы на пылающем небе» и «Зеленый пейзаж». В день открытия выставки в музее экспонировалась национальная реликвия – Крест Евфросинии Полоцкой .
Показу многих произведений предшествовали значительные реставрационные работы .

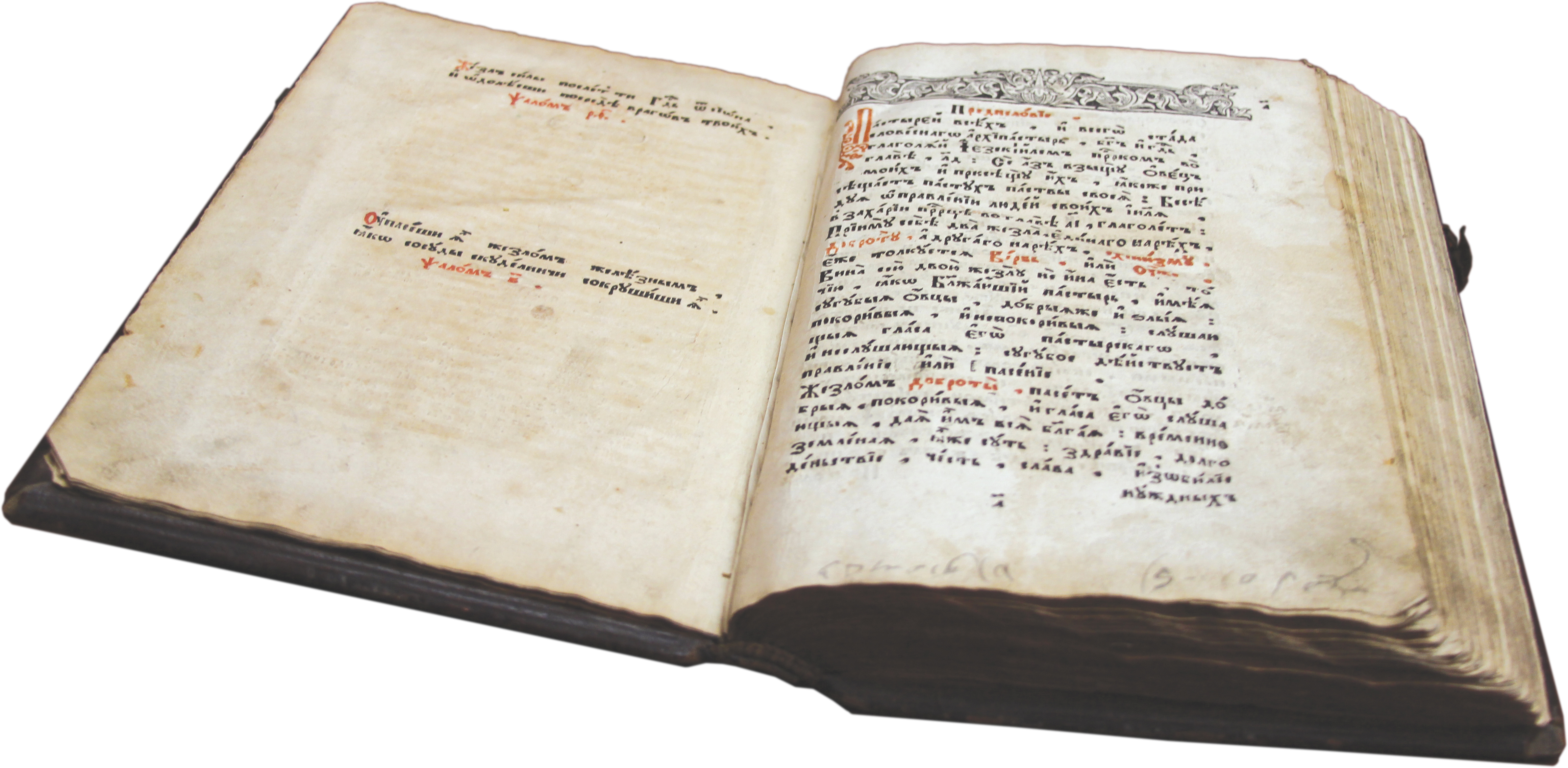
Симеон Полоцкий «Жезл правления». Книга 1667 года издания. Корпоративная коллекция Белгазпромбанка
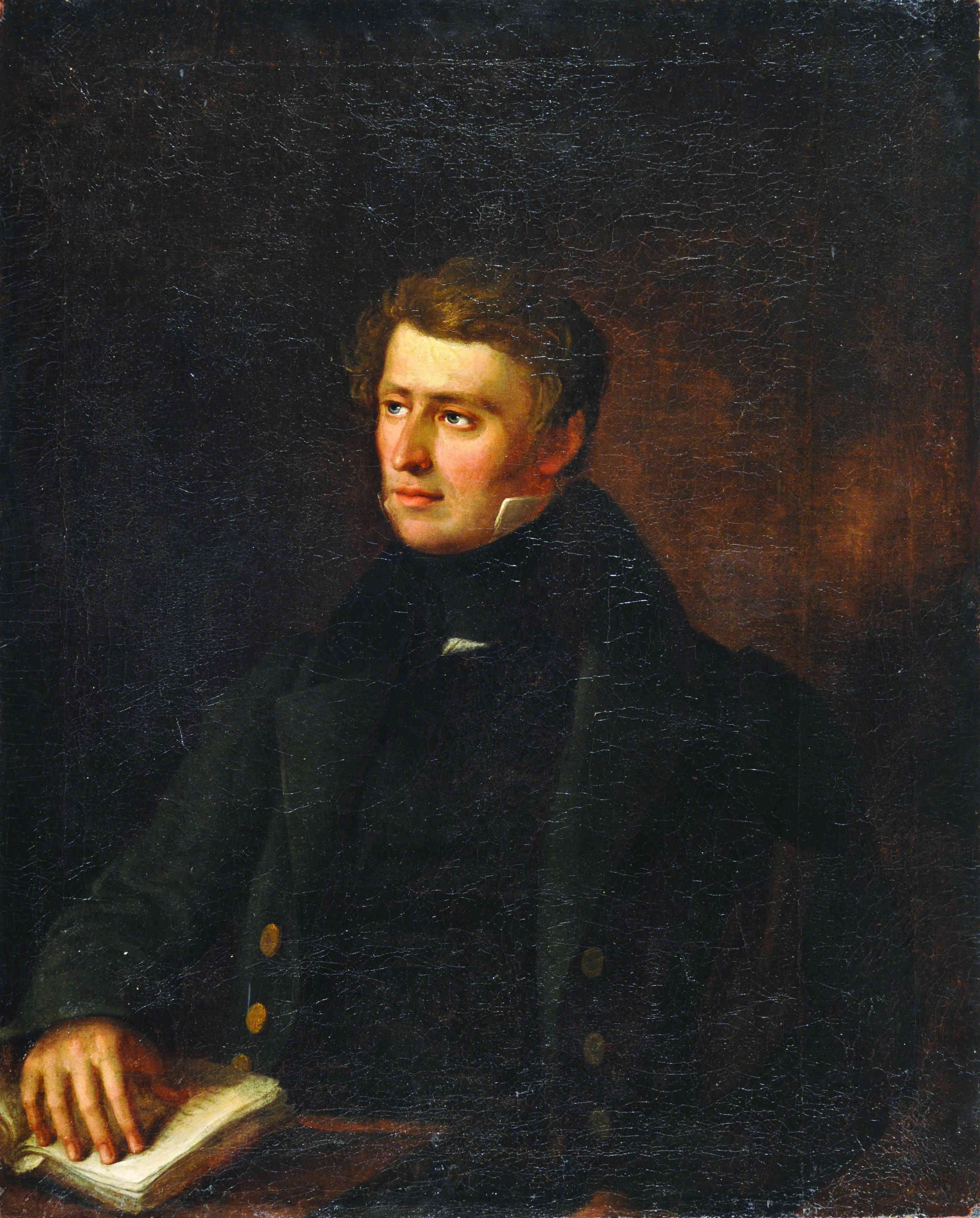
Валентий Ванькович «Портрет Томаша Зана». Холст, масло. 85,2 х 69 см. 1837-1839. Корпоративная коллекция Белгазпромбанка
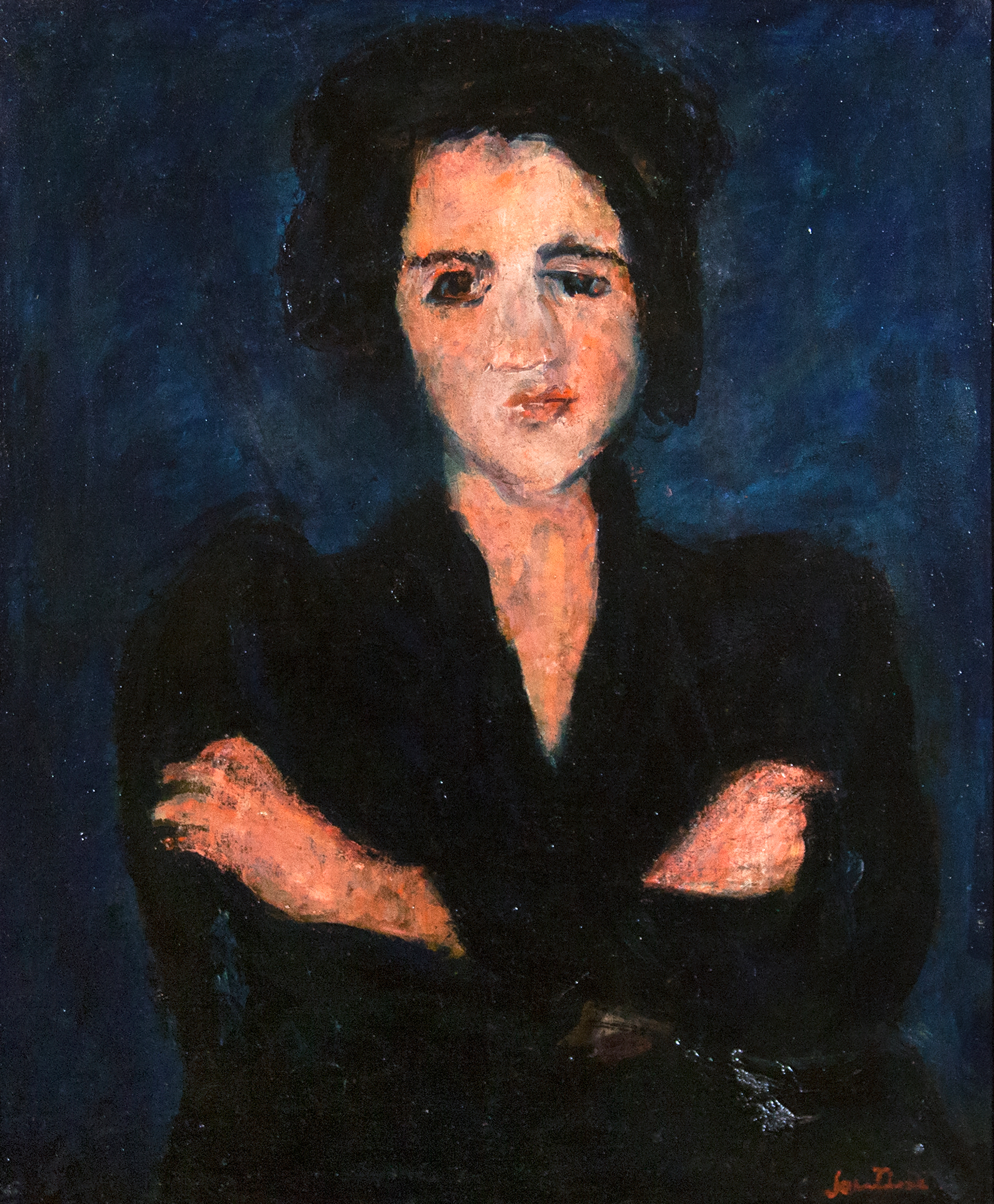
Хаим Сутин «Ева». Холст, масло. 65×54 см. 1928. Корпоративная коллекция Белгазпромбанка

### Искусство Беларуси
В названии выставки используется словосочетание «искусство Беларуси», а не «белорусское искусство». Сделано это преднамеренно, о чём свидетельствуют слова автора концепции выставки Владимира Счастного:

Учитывая факт, что авторы произведений, включенных в проект экспозиции, принадлежали к разным этническим и языковым группам, было решено использовать вместо определения «белорусское искусство» более широкое понятие «искусство Беларуси». Художники, представленные на выставке, родились на землях, составляющих современную Беларусь, либо, обосновавшись в нашей стране, внесли исключительный по своей значимости вклад в развитие отечественного искусства. — Предисловие к каталогу выставки

## Организация экспозиции и выставочного пространства
Экспозиция выставки расположилась на двух этажах старого корпуса Национального художественного музея РБ.  Выставочное пространство подверглось значительной реконструкции. В его оформлении приняли участие дизайнеры из России, Литвы и Белоруссии .
Активными участниками проекта выступили журналисты Олег Лукашевич и Александр Алексеев, которые, как фотографы, работали над каталогом выставки , а также сняли специальные фильмы, посвящённые памятникам архитектуры Белоруссии  – транслируемые в выставочном пространстве (смотри #Ссылки).

## Итоги

### Посетители
По сведениям Национального художественного музея РБ, выставку за четыре месяца работы посетили около 24 тыс. человек  В числе почетных посетителей выставки были Генеральный директор ЮНЕСКО Ирина Бокова, администратор Программы развития ООН (ПРООН) Хелен Кларк, представитель аукционного дома «Сотбис» в Нью-Йорке Скотт Ничел.

### Награды
- I место в номинации «Культурный проект» III Международного фестиваля территориального маркетинга и брендинга OPEN [11].
- Каталог выставки [8] (подготовленный издательством «Четыре четверти») отмечен почетным дипломом в номинации «Гран-при» XI Международного конкурса стран-участниц СНГ «Искусство книги» [12]
- І-е место в номинации «Лучшая партнёрская деятельность» на конкурсе «Музеи Беларуси - третьему тысячелетию» в рамках ІІ Национального форума «Музеи Беларуси» [13]

### Сайт выставки
В рамках подготовки проекта «Десять веков искусства Беларуси» был разработан многоязычный интернет-ресурс artbelarus.by , на котором была выложена обширная галерея экспонатов выставки. Впоследствии концепция ресурса artbelarus.by расширилась, и он стал позиционироваться как сайт Национального историко-культурологического проекта «Арт-Беларусь».

## Список участников проекта
- ОАО «Белгазпромбанк»
- ОАО «Газпром трансгаз Беларусь»
- Национальный художественный музей Республики Беларусь
- Национальный исторический музей Республики Беларусь
- Национальный историко-культурный музей-заповедник «Несвиж»
- Национальный Полоцкий историко-культурный музей-заповедник
- Национальная библиотека Беларуси
- Белорусский государственный музей истории Великой Отечественной войны
- Белорусский государственный университет
- Борисовский государственный объединённый музей
- Ветковский музей народного творчества имени Ф.Р. Шклярова
- Витебский областной краеведческий музей
- Галерея художественного стекла и керамики «VAIVA» (г. Минск)
- Гомельский дворцово-парковый комплекс
- Государственный литературный музей Янки Купалы
- Государственный музей истории театральной и музыкальной культуры
- Гродненский государственный историко-археологический музей
- Гродненский государственный музей истории религии
- Институт истории Национальной академии наук Беларуси
- Историко-культурный музей-заповедник «Заславль»
- Картинная галерея имени Е.Е. Моисеенки (г. Буда-Кошелёво Гомельской обл-ти)
- Минский областной краеведческий музей (г. Молодечно)
- Могилёвский областной художественный музей имени П. В. Масленикова
- Музей истории Могилёва
- Музей истории и культуры евреев Беларуси
- Музей Белорусского Полесья (г. Пинск)
- Сморгонский историко-краеведческий музей
- Полоцкий Спасо-Евфросиниевский женский монастырь
- Центр исследований белорусской культуры, языка и литературы НАН Беларуси
- Центральная научная библиотека имени Я. Коласа НАН Беларуси
- Усадебно-парковый комплекс «Панскі маёнтак Сула» (д. Сула Столбцовского р-на Минской обл-ти)
- Парафия Костёла Рождения Пресвятой Девы Марии в д. Кемелишки Островецкого р-на Гродненской обл-ти
- Парафия Костёла Святой Троицы в г.п. Ружаны Пружанского р-на Брестской обл-ти
- ОДО «Издательство “Четыре четверти”»